# 唐景陵
景陵为唐十八陵之一，为唐宪宗李纯墓。位于渭南市蒲城县东北15公里金炽山。
元和十五年（820年）正月，唐宪宗驾崩，葬在景陵。因山为陵，陵区周围二十公里。四门各有石狮一对，玄武门外神道两侧有小石狮一对、石马四对、石人五尊，翼马、朱雀各一对，朱雀一只，华表已经破裂。史载陪葬墓4座：郭皇后、郑皇后、王贤妃、惠昭太子李宁。现在仅存一座。